# Wagiya SC
El Wagiya es un equipo de fútbol de Belice que milita en la Liga Premier de Belice, la liga de fútbol más importante del país.

## Historia
Fue fundado en el año 1984 en la ciudad de Dangriga, del distrito de Stann Creek, aunque fue hasta inicios del siglo XXI que ascendieron a la Liga Premier de Belice.
En su tiempo en la máxima categoría obtuvieron un subcampeonato en la temporada 2006 luego de perder la final ante el FC Belize, con lo que consiguieron clasificar a su primer torneo internacional, la Copa Interclubes UNCAF 2006, en la cual fueron eliminados en la primera ronda por el CSD Municipal de Guatemala.

## Palmarés
- Liga Premier de Belice: 0
  - Subcampeón: 1

2006

## Participación en competiciones de la UNCAF
| Temporada | Torneo                 | Ronda | Club          | Casa | Visita | Global |
| --------- | ---------------------- | ----- | ------------- | ---- | ------ | ------ |
| 2006      | Copa Interclubes UNCAF | 1     | CSD Municipal | 0-2  | 0-8    | 0-10   |

## Jugadores destacados
| - Francisco Bardalez - Allen Brooks - Allan Flores - Norman Koko - Chavis López - Edwin Nasario | - Wasani Ramírez - Anthony Requena - Thomas Swazo - Leonard Valdez - Albert Vásquez |